# Рохлін Леон Лазаревич
Леон Лазаревич Рохлін (20 квітня 1903, Краснопілля — 1984, Москва) — радянський психіатр, невролог, доктор медичних наук, професор, дійсний член Української психоневрологічної Академії, заслужений діяч науки РРФСР.

## Біографія
Леон Лазаревич Рохлін народився 20 квітня 1903 року у родині лікарів єврейського походження Лазаря Львовича та Раїси Давидівни Рохліних.
Навчався на лікувально-профілактичному відділенні Харківського медичного інституту, який закінчив у 1925 році, пройшовши спеціальне стажування за невропатологією на кафедрі нервових хвороб під керівництвом А. М. Грінштейна. Після інституту два роки служив у Червоній армії, де виконував посаду старшого лікаря полку. Після служби в армії навчався в аспірантурі Українського психоневрологічного інституту на кафедрі психоневрології.
У 1930 році Рохлін проходив професійне стажування в Німеччині, де удосконалився в психіатричних клініках К. Бонхеффера і О. Бумке, а також в лабораторії по патогістології нервової системи у В. Шпільмаєра. Після повернення працював у Харківському інституті удосконалення лікарів. З 1932 по 1937 роки завідував кафедрою соціальної психіатрії Другого Харківського медичного інституту. Л. Л. Рохлін був одним з організаторів Української психоневрологічної Академії, а з 1934 в 1937 роки був її президентом.
В 1937 році Л. Л. Рохлін був репресований і провів 2 роки в Харківській в'язниці. В 1939 році був звільнений, реабілітований і відновлений у всіх правах. Незабаром після цього перебрався до Москви, де працював молодшим науковим співробітником в Центральному інституті психіатрії. З початком Великої Вітчизняної війни був призначений начальником ешелону евакуйованої в Ташкент професури Московського інституту психіатрії. З 1942 по 1943 роки Рохлін завідував кафедрою психіатрії Четвертого Московського медичного інституту, евакуйованого в Фергана, а також був одним з організаторів Ферганської психіатричної лікарні. З 1943 по 1946 — працював заступником головного лікаря Психіатричної лікарні ім. З. П. Соловйова, з 1946 по 1949 роки завідував відділенням Інституту психіатрії АМН.
Со 1957 року, протягом наступних 20 років, Л. Л. Рохлін керував клінікою шизофренії Московського НДІ психіатрії і був заступником директора Інституту з науки. В 1967 році йому було надано звання заслуженого діяча науки РРФСР. З 1978 року й до кінця життя Л. Л. Рохлін був науковим консультантом.
Леон Лазаревич Рохлін помер у 1984 році в Москві.

## Наукова діяльність
Рохлін є автором понад 270 наукових праць, серед яких 6 монографій, що отримали високу оцінку в наукових колах. Зокрема, його книга «Жизнь и творчество выдающегося русского психиатра В. Х. Кандинского» була удостоєна диплома імені С. С. Корсакова. Монографія «Советская медицина в борьбе с психическими заболеваниями», а також підготовлений за його редакцією та з його примітками збірник «Избранные труды И. П. Павлова по психопатологии и психиатрии» перекладені англійською, французькою та іспанською мовами. Широку відомість здобули його монографії «Очерки психиатрии» та «Травматическая эпилепсия».
У харківський період наукові інтереси професора Л. Л. Рохліна були зосереджені на вивченні питань психогігієни, психопрофілактики та організації психіатричної допомоги. Він зробив значний внесок у становлення профілактичного напрямку психіатрії як самостійної наукової дисципліни. Зокрема, Рохліним було опубліковано низку важливих робіт у галузі психогігієни, що є однією з найважливіших та міждисциплінарних галузей медичної науки та практики.
У 1961 році він опублікував у Великій медичній енциклопедії статтю монографічного характеру «Психогигиена», в якій визначив предмет, методи дослідження, взаємозв’язки психогігієни з іншими дисциплінами та всебічно висвітлив теорію й практику основних її розділів: психогігієну праці, розумової праці, побуту, дитячого віку, старості та ін.
Рохлин здійснив значну редакційну діяльність. Багато років був членом редакційної колегії журналу «Советская психоневрология», редактором розділу «Психіатрія» журналу «Врачебное дело», членом редакційної ради «Журнал невропатологии и психиатрии им. С. С. Корсакова», відповідальним і титульним редактором численних видань Української психоневрологічної академії, Московського інституту психіатрії та інших психоневрологічних видань. Загалом під його редакцією було видано 40 збірників наукових праць і 12 монографій.

## Основні праці
- Рохлин Л. Л. Охрана труда рабочей молодежи. — Харьков, 1922.
- Рохлин Л. Л. Мозговая гигиена партактива. — Харьков: «Государственное издательство Украины», 1930.
- Рохлин Л. Л. Травматическая эпилепсия. — М.: «Издательство АМН СССР», 1948.
- Рохлин Л. Л. Сон, гипноз и сновидения в свете теории И. П. Павлова. — М.: «Знание», 1952.
- Рохлин Л. Л. Советская медицина в борьбе с психическими болезнями. — М.: «Медгиз», 1960.
- Рохлин Л. Л., Снежневский А. В. Шизофрения. — М., 1965.
- Рохлин Л. Л. Очерки психиатрии. — М.: «Москва», 1967.
- Рохлин Л. Л., Федотов Д.Д Шизофрения: клиника, патогенез, лечение. — М., 1968.
- Рохлин Л. Л. Жизнь и творчество В. Х. Кандинского. — М., 1975.